# 氯酸镭
氯酸镭是镭的氯酸盐，化学式Ra(ClO
3)
2。目前还没制取纯氯酸镭，但已合成含0.25–1%氯酸镭的氯酸钡共晶体。氯酸镭有化学热力学方面的理论预测。